# Реми, Гийом
Гийом Реми (фр. Guillaume Rémy; 1856, Угре, ныне в составе города Серен, Бельгия — 1932, Нант) — бельгийский скрипач и музыкальный педагог.

## Биография
Начал обучение скрипке в Льежской консерватории у Дезире Хейнберга, затем окончил Парижскую консерваторию (1878), ученик Ламбера Массара.
Как исполнитель был известен преимущественно ансамблевой игрой — в частности, в составе трио вместе с Андре Мессаже (фортепиано) и Жюлем Дельсаром (виолончель) исполнил премьеру Трио соль минор Эрнеста Шоссона (1882), в том же году в составе камерного ансамбля «La Trompette» участвовал в первом во Франции исполнении квартета Бедржиха Сметаны «Из моей жизни», в 1887 г. исполнил премьеру Фортепианного квартета № 2 Габриэля Форе (с автором, Дельсаром и альтистом Луи ван Вафельгемом). В 1889 г. входил в круг музыкантов, участвовавших в исторических (рубежных для истории воскрешения этого инструмента) клавесинных концертах Луи Дьемера, приуроченных к Всемирной выставке в Париже.
Наибольшее значение имела деятельность Реми как педагога. Из его класса в Парижской консерватории вышли, в частности, Даниэль Гиле (Гилевич), Самуил Душкин, Анри Меркель, Жозеф Кальве, Софи Кармен Экхардт-Граматте.